# Бурлесон, Гуно
Гуно Бурлесон (нидерл. Guno Burleson; 21 мая 1969) — суринамский шашист, трёхкратный победитель панамериканского чемпионата, девятикратный чемпион Суринама по международным шашкам. Международный гроссмейстер.

## Спортивные результаты
- Чемпионат Суринама: победитель (1997, 1998, 1999, 2004, 2012, 2016, 2020, 2022, 2024), серебряный призёр (1993, 1996, 2000, 2001, 2002, 2005, 2009, 2011, 2015, 2018, 2023), бронзовый призёр (1989, 1994, 2013, 2014, 2017).

- Чемпионат Америки: победитель (1993, 1997, 2018), бронзовый призёр (2015).

- Чемпионат мира: 1994 года 19 место, 2017 года (15 место в полуфинале А), 2019 года 18 место.